# Barry Kelley
Pour les articles homonymes, voir Kelley.
Barry Kelley (parfois crédité Barry Kelly) est un acteur américain, né Edward Barry Kelley le 19 août 1908 à Chicago (Illinois), mort le 15 juin 1991 à Los Angeles — Quartier de Woodland Hills (Californie).

## Biographie
Barry Kelley entame sa carrière d'acteur au théâtre et joue notamment à Broadway (New York) dans onze pièces, entre 1934 et 1947. Ainsi, en 1936, il collabore à Sainte Jeanne de George Bernard Shaw (avec Katharine Cornell dans le rôle-titre, Brian Aherne et Maurice Evans) et Hamlet de William Shakespeare (avec John Gielgud dans le rôle-titre, Judith Anderson et Lillian Gish).
Toujours à Broadway, il crée le rôle d’Ike Skidmore dans la comédie musicale Oklahoma ! (avec Alfred Drake et Celeste Holm), sur une musique de Richard Rodgers et mise en scène par Rouben Mamoulian, représentée 2 212 fois de mars 1943 à mai 1948.
Au cinéma, Barry Kelley débute — dans un petit rôle non crédité — dans Boomerang ! d'Elia Kazan (avec Dana Andrews et Jane Wyatt), sorti en 1947. En tout, il contribue à cinquante-neuf films américains (dont des westerns), souvent dans des seconds rôles de policier, détective ou shérif. Son dernier film est The Extraordinary Seaman de John Frankenheimer (avec David Niven et Faye Dunaway), sorti en 1969, après lequel il se retire.
Entretemps, mentionnons Les Ruelles du malheur de Nicholas Ray (1949, avec Humphrey Bogart et John Derek), Quand la ville dort de John Huston (1950, avec Sterling Hayden et Louis Calhern), Un amour désespéré de William Wyler (1952, avec Laurence Olivier et Jennifer Jones), L'Aventurier du Texas de Budd Boetticher (1958, avec Randolph Scott et Craig Stevens), ou encore Jack le tueur de géants de Nathan Juran (1962, avec Kerwin Mathews et Judi Meredith).
Pour la télévision, outre un téléfilm diffusé en 1966, Barry Kelley participe à quatre-vingt-trois séries de 1952 à 1968, dont Au nom de la loi (deux épisodes, 1960, avec Steve McQueen), La Famille Addams (deux épisodes, 1964-1965, avec John Astin et Carolyn Jones), et Monsieur Ed, le cheval qui parle (onze épisodes, 1962-1966, avec Alan Young).

## Théâtre à Broadway (intégrale)
(pièces, sauf mention contraire)
- 1934-1935 : Within the Gates de Seán O'Casey, mise en scène de Melvyn Douglas : Le jardinier
- 1935-1936 : Parnell d'Elsie Schauffler : Le premier meneur
- 1936 : Sainte Jeanne (Saint Joan) de George Bernard Shaw, production de Katharine Cornell : Capitaine la Hire
- 1936 : Hamlet de William Shakespeare : Marcellus
- 1936-1937 : The Wingless Victory de Maxwell Anderson : Happy Penny
- 1937-1938 : The Star-Wagon de Maxwell Anderson : Le premier gangster / Duffy (remplacement)
- 1940 : Mamba's Daughters de Dorothy et DuBose Heyward : Le juge
- 1942-1943 : Strip for Action d'Howard Lindsay et Russel Crouse, mise en scène de Bretaigne Windust : Le sergent du mess
- 1943-1948 : Oklahoma !, comédie musicale, musique de Richard Rodgers (orchestrée par Robert Russell Bennett), lyrics et livret d'Oscar Hammerstein II, mise en scène de Rouben Mamoulian, chorégraphie d'Agnes de Mille : Ike Skidmore
- 1946 : Loco de Dale Eunson et Katherine Albert : McIntyre
- 1946-1947 : Wonderful Journey d'Harry Segall : Williams
- 1947 : Portrait in Black d'Ivan Goff et Ben Roberts : Cob O'Brien

## Filmographie partielle

### Au cinéma

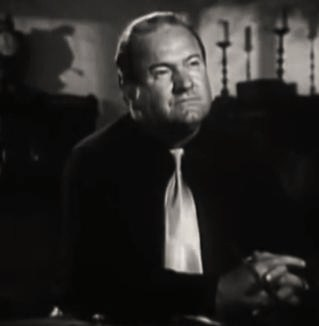
Dans La Capture (1950)

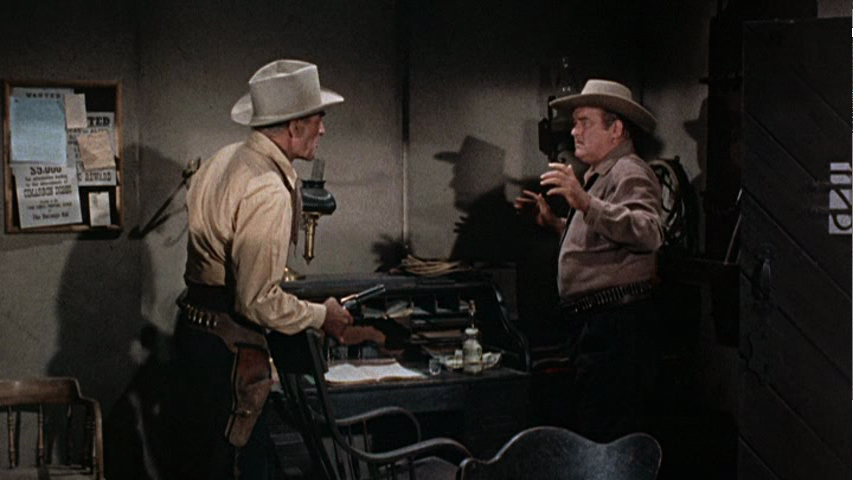
Avec Randolph Scott (à g.), dans L'Aventurier du Texas (1958)

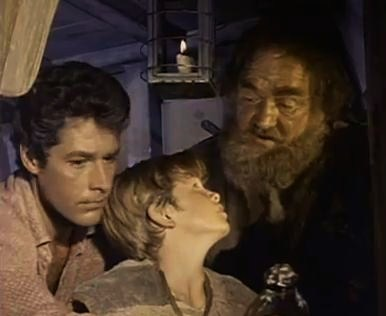
Avec Kerwin Mathews (à g.) et Roger Mobley, dans Jack le tueur de géants (1962)

- 1947 : Boomerang ! d'Elia Kazan : sergent Dugan
- 1948 : L'Enfer de la corruption (Force of Evil) d'Abraham Polonsky : détective Egan
- 1949 : Les Ruelles du malheur (Knock on Any Door) de Nicholas Ray : juge Drake
- 1949 : Monsieur Belvédère au collège (Mr. Belvedere Goes to College) de Elliott Nugent : sergent Griggs
- 1949 : Ma and Pa Kettle de Charles Lamont : M. Victor Tomkins
- 1949 : La Tigresse (Too Late for Tears) de Byron Haskin : lieutenant Breach
- 1949 : L'Ange endiablé (Red, Hot and Blue) de John Farrow : lieutenant Gorman
- 1949 : Le Maître du gang (The Undercover Man) de Joseph H. Lewis : Edward J. O'Rourke
- 1949 : Johnny le mouchard (Johnny Stool Pigeon) de William Castle : William McCandles
- 1949 : L'Homme de Kansas City (Fighting Man of the Plains) d'Edwin L. Marin : Slocum
- 1950 : La Rue de la gaieté (Wabash Avenue) d'Henry Koster : Le videur
- 1950 : La Main noire (The Black Hand) de Richard Thorpe : Capitaine Thompson
- 1950 : Singing Guns de R. G. Springsteen : Mike Murphy
- 1950 : Tourment (Right Cross) de John Sturges : Allan Goff
- 1950 : Quand la ville dort (The Asphalt Jungle) de John Huston : Lieutenant Ditrich
- 1950 : La Femme à l'écharpe pailletée (The File of Thelma Jordon) de Robert Siodmak : Procureur William Pierce
- 1950 : 711 Ocean Drive de Joseph M. Newman : Vince Walters
- 1950 : La Capture (The Capture) de John Sturges : Earl C. Mahoney
- 1950 : Ma brute chérie (Love That Brute) d'Alexander Hall : Le lieutenant costaud
- 1951 : Les Diables de Guadalcanal (Flying Leathernecks) de Nicholas Ray : Le brigadier général
- 1951 : Le Puits (The Well) de Leo C. Popkin et Russell Rouse : Sam Packard
- 1951 : Les Rebelles du Missouri de Gordon Douglas
- 1952 : Deux Dégourdis à Tokyo (Back at the Front) de George Sherman
- 1952 : Un amour désespéré (Carrie) de William Wyler : Slawson
- 1952 : Woman of the North Country (en) de Joseph Kane : O'Hara
- 1953 : Drôle de meurtre (Remains to Be Seen) de Don Weis : Lieutenant O'Flair
- 1953 : Le Bagarreur du Pacifique (South Sea Woman) d'Arthur Lubin : Colonel Hickman
- 1953 : Investigation criminelle (Vice Squad) d'Arnold Laven : Dwight Foreman
- 1953 : Quand la poudre parle (Law and Order) de Nathan Juran : Shérif Fin Elder
- 1954 : Nettoyage par le vide (The Long Wait) de Victor Saville : Tucker
- 1954 : Terreur à Shanghaï (The Shanghai Story) de Frank Lloyd : Ricki Dolmine
- 1955 : Le Procès ou Mon fils est innocent (Trial) de Mark Robson : Jim Brackett
- 1955 : New York confidentiel (New York Confidential) de Russell Rouse : Robert Frawley
- 1955 : Femmes en prison (Women's Prison) de Lewis Seiler : Warden Brock
- 1956 : Accused of Murder (en) de Joseph Kane : Capitaine Art Smedley
- 1957 : Le Pantin brisé (The Joker Is Wild) de Charles Vidor : Capitaine Hugh McCarthy
- 1957 : Quand la bête hurle (Monkey on My Back) d'André de Toth : Big Ralph
- 1957 : L'aigle vole au soleil (The Wings of Eagles) de John Ford : Capitaine Jock Clark
- 1958 : L'Aventurier du Texas (Buchanan Rides Alone) de Budd Boetticher : Shérif Lew Agry
- 1958 : Les Boucaniers (The Buccaneer) d'Anthony Quinn : Commodore Patterson
- 1960 : Elmer Gantry le charlatan (Elmer Gantry) de Richard Brooks : Capitaine Holt
- 1960 : Les Aventuriers (Ice Palace) de Vincent Sherman : Einer Wendt
- 1961 : The Police Dog Story d'Edward L. Cahn : Officier Bert Dana
- 1962 : Un crime dans la tête (The Manchurian Candidate) de John Frankenheimer : Le secrétaire de la défense
- 1962 : Jack le tueur de géants (Jack the Giant Killer) de Nathan Juran : Sigurd
- 1964 : Les Sept Voleurs de Chicago (Robin and the 7 Hoods) de Gordon Douglas : Capitaine Oscar C. Brockton
- 1964 : Rio Conchos de Gordon Douglas : Le croupier du « Presidio »
- 1965 : Comment tuer votre femme (How to Murder Your Wife) de Richard Quine : Membre du club
- 1966 : Quel numéro ce faux numéro ! (Boy, Did I Get a Wrong Number!) de George Marshall : « D.G. », le patron du studio
- 1968 : Un amour de Coccinelle (The Love Bug) de Robert Stevenson : Le sergent de police
- 1969 : The Extraordinary Seaman de John Frankenheimer : Amiral Barnwell

### À la télévision
(séries)
- 1957-1963 : Gunsmoke ou Police des plaines (Gunsmoke ou Marshal Dillon)
  - Saison 3, épisode 9 Romeo (1957) de Ted Post : Jake Pierce
  - Saison 9, épisode 12 The Magician (1963) : Wells
- 1958-1962 : Maverick
  - Saison 2, épisode 12 Prey of the Cat (1958) de Douglas Heyes : Le shérif
  - Saison 5, épisode 13 One of Our Trains Is Missing (1962) : Diamond Jim Brady
- 1959 : Le Monde merveilleux de Disney (The Wonderful World of Disney ou Disneyland)
  - Saison 6, épisode 7 Elfego Baca : Move Along, Mustangers (Sawyer) de George Sherman et épisode 8 Elfego Baca : Mustang Man, Mustang Maid (Shérif Holman)
- 1959-1962 : Cheyenne
  - Saison 4, épisode 1 Blind Spot (1959) : Shérif Henshaw
  - Saison 7, épisode 7 Dark Decision (1962) de Robert Sparr : Nathan Alston
- 1959-1963 : 77 Sunset Strip
  - Saison 1, épisode 17 Dark Vengeance (1959) de Richard L. Bare : Vincent Barrett
  - Saison 4, épisode 23 The Parallel Caper (1962) de Leslie H. Martinson : Crossman
  - Saison 6, épisode 7 88 Bars (1963) d'Abner Biberman : Art Keller
- 1959-1965 : Bonanza
  - Saison 1, épisode 1 A Rose for Lotta (1959) d'Edward Ludwig : Aaron Cooper
  - Saison 4, épisode 7 The War Comes to Washoe (1962) de Don McDougall : Bill Stewart
  - Saison 6, épisode 24 Right is the Fourth R (1965) de Virgil W. Vogel : Sam Chaffee
- 1960 : Au nom de la loi (Wanted : Dead or Alive)
  - Saison 2, épisode 21 Jason (Le shérif) de George Blair et épisode 32 Le Banquier (Pay-Off at Pinto - Shérif Luke Deaver) de Don McDougall
- 1961 : Bat Masterson
  - Saison 3, épisode 26 Ledger of Guilt de William Conrad : Frank Williams
- 1961 : Les Incorruptibles (The Untouchables)
  - Saison 2, épisode 28 L'Histoire de Nero Rankin (The Nero Rankin Story) de Stuart Rosenberg : Pat Polofski
- 1962 : C'est arrivé à Sunrise (Bus Stop)
  - Saison unique, épisode 19 How Does Charlie Feel? de Richard L. Bare : Mike Higgins
- 1962 : Laramie
  - Saison 3, épisode 20 A Grave for Cully Brown de Joseph Kane : Shérif Caxton
- 1962 : Le Gant de velours (The New Breed)
  - Saison unique, épisode 29 Thousands & Thousands of Miles de Joseph Pevney : rôle non spécifié
- 1962-1966 : Monsieur Ed, le cheval qui parle (Mister Ed)
  - Saison 2, épisode 16 Horse Wash (1962) d'Arthur Lubin : M. Carlysle
  - Saison 4, épisode 5 Be Kind to Humans (1963) d'Arthur Lubin : Le père de Carol
  - Saison 5, épisode 8 What Kind of Foal Am I? (1965) d'Arthur Lubin et épisode 13 Never Ride Horses (1965) d'Arthur Lubin : M. Hergesheimer
  - Saison 6, épisode 1 Ed the Counterspy (1965) d'Arthur Lubin, épisode 7 TV or Not TV (1965) d'Alan Young, épisode 9 Don't Skin That Bear (1965) d'Alan Young, épisode 10 Ed the Bridegroom (1965) d'Alan Young, épisode 11 Ed and the Motorcycle (1966) d'Arthur Lubin, épisode 12 Cherokee Ed (1966) d'Arthur Lubin, et épisode 13 Ed Goes to College (1966) d'Arthur Lubin : Le père de Carol
- 1963 : L'Homme à la Rolls (Burke's Law), première série
  - Saison 1, épisode 1 Who Killed Holly Howard? d'Hy Averback : Lieutenant Joe Nolan
- 1963 : Le Fugitif (The Fugitive)
  - Saison 1, épisode 7 Smoke Screen : Harry
- 1964 : Les Monstres (The Munsters)
  - Saison 1, épisode 3 Y'a des nuits comme ça (A Walk on the Mild Side) de Norman Abbott : Commissaire Ludlow
- 1964 : Daniel Boone
  - Saison 1, épisode 6 Lac Duquesne : M. Butters
- 1964-1965 : Les Aventuriers du Far West (Death Valley Days)
  - Saison 12, épisode 15 The Paper Dynasty (1964) : George Hearst
  - Saison 13, épisode 22 No Gun Behind His Badge (1965) : Prentiss
- 1964-1965 : Le Virginien (The Virginian)
  - Saison 2, épisode 25 Rope of Lies d'Herschel Daugherty : Procureur Frank Giles
  - Saison 3, épisode 9 The Girl from Yesterday (1964 - Commissaire Todd) de John Florea et épisode 29 The Showdown (1965 - Shérif Jim Brady) de Don McDougall
- 1964-1965 : La Famille Addams (The Addams Family)
  - Saison 1, épisode 12 Morticia joue les marieuses (Morticia, the Matchmaker, 1964 - James Ferguson) de Jerry Hopper et épisode 15 Les Addams s'encanaillent (The Addams Family Meets a Beatnik, 1965 - Rockland Cartwright II) de Sidney Lanfield
- 1966 : Perry Mason, première série
  - Saison 9, épisode 24 The Case of the Fanciful Frail de Jesse Hibbs : M. Park Milgrave
- 1966 : Laredo
  - Saison 1, épisode 29 The Would-Be Gentleman of Laredo d'Earl Bellamy : Quinn O'Connell
- 1966 : Au cœur du temps (The Time Tunnel)
  - Saison unique, épisode 2 Le Chemin de la lune (One Way to the Moon) : Vice-amiral Killian
- 1966 : Annie, agent très spécial (The Girl from U.N.C.L.E.)
  - Saison unique, épisode 14 Les Diamants de Topango (The Jewels of Topango Affair) de John Brahm : Whiteside
- 1967 : L'Extravagante Lucy (The Lucy Show)
  - Saison 5, épisode 17 Main Street U.S.A. : le maire Adler